# Goulfey
Goulfey ist eine Gemeinde im Département Logone-et-Chari in der Region Extrême-Nord in Kamerun. Die Stadt hatte während der Volkszählung 2005 5754 Einwohner, in der Gemeinde lebten 58117 Menschen.

## Geografie
Goulfey liegt am Fluss Schari, der die Grenze zum Tschad bildet.

## Verkehr
Die Departementsstraße D1 führt durch Goulfey.